# Право громадян зберігати і носити зброю

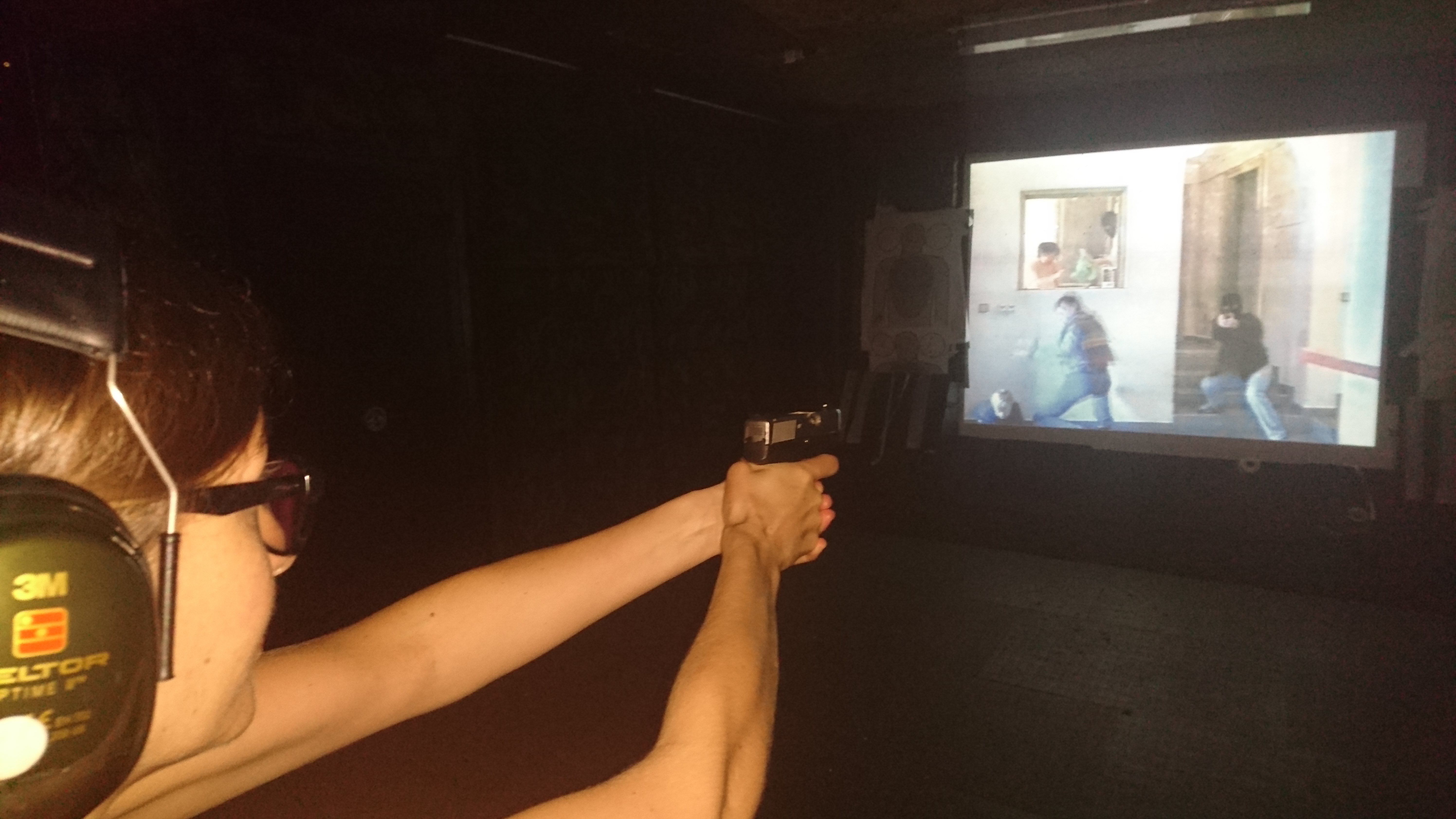
Жінка під час тренування з використанням зброї для оборони на полігоні з реальними боєприпасами в Празі, Чехія. Вогнепальна зброя — Kahr CM9.

Право громадян зберігати і носити зброю (часто згадується як право носити зброю або мати зброю, або право на цивільну зброю) — це право народу мати зброю задля власного захисту, яке описане в філософських і політичних працях Арістотеля, Цицерона, Джона Лока, Макіявеллі, Англійських Вігів та інших.
1875 року 17 % конституцій включало право на носіння зброї, однак з початку XX ст. цей показник постійно зменшується, сягнувши 10 %. В історичному огляді й аналізі конституцій, починаючи з 1789 року, Том Гінзбург з колегами виявили лише 15 конституцій у дев'яти країнах, що включали право на носіння зброї. Майже всі вони були в Латинській Америці, і більшість з них датована XIX століттям.
Як правило, в сучасних конституціях метою включення права на носіння зброї ставить за мету уряду врегулювання її використання або контроль військових, а не надання права носити її як такого. Крім США інші країни, які раніше гарантували право носити зброю, складають невеликий список, до якого можна включити Болівію, Колумбію, Коста-Рику, Гватемалу, Гондурас, Ліберію, Мексику та Нікарагуа. Майже всі відповідні закони цих країн були створені за зразком США. На 2020 рік лише три конституції явно дозволяють носити зброю: Гватемала, Мексика та США.

## Передісторія
За часів Київської Русі заборони на право володіння зброєю не існувало, оскільки для великих військових кампаній князівської дружини не вистачало, у походах брало участь все чоловіче населення здатне носити зброю.
Білль про права 1689 року дозволив протестантським громадянам Англії мати зброю для оборони, «відповідну для умов і, як це передбачено законом» і обмежив здатність Англійської Корони мати постійну армію або втручатися в права протестантів носити зброю «коли папісти були одразу і озброєні і використовувані всупереч закону» і встановив, що парламент, а не Корона, може регулювати право на носіння зброї.
Сер Вільям Блекстон записав у XVIII столітті, що право мати зброю було допоміжним до «природного права опору і самозбереження» за умови придатності та дозволеності законом.
Використання цих термінів щодо права на зберігання і носіння зброї ґрунтується на уявленнях про право на самооборону, захист власності та захист держави.
З першого використання цього терміна в 1300-х роках, зброя розвивалися і прогресувала. У XVII столітті вогнепальна зброя була відносно новим пристроєм для війни або практичного застосування, наприклад, як полювання, і мечі, списи та інша ручна зброя була більш поширеною до XVIII століття. У XIX та XX століттях вогнепальна зброя вийшла на перший план концепції права на зберігання та носіння зброї.

## Америка

### Гватемала
Збройне законодавство Гватемали змінювалося із плином часу. У нинішній конституції, громадяни мають право володіти і використовувати вогнепальну зброю в своїх будинках, які можуть бути конфісковані тільки в судовому порядку.

### Мексика
10 стаття Конституції Мексики 1917 року заявляє наступне:
У мешканців Сполучених Штатів Мексики є правоволодіти зброєю в межах їх місця проживання, для їх безпеки і законного захисту, за винятком тієї, яка заборонена Федеральним законом, і тієї, яка зарезервована для виняткового використання армії, ополчення, повітряних сил і національної гвардії. Федеральний закон передбачає в яких випадках, за яких умов, за якими вимогами і в яких місцях жителі матимуть право носити зброю.

### США
У США, що мають Англійську загальну правову традицію, давнє право на зберігання і носіння зброї було визнано до створення письмового національної конституції. На сьогоднішній день це право окремо охороняється конституцією США та багатьма конституціями штатів, які надають право на володіння зброєю для індивідуального використання і носити ту ж зброю, як для особистого захисту, так і для використання в ополченні. У Другій поправці до Конституції США записано:
|  | Добре організоване ополчення необхідне для безпеки вільної держави, права народу зберігати і носити зброю, не повинні бути порушені. |

Судимим злочинцям, особам визнаним психічно хворими, та деяким іншим групам людей заборонено володіти вогнепальною зброєю та боєприпасами в США. У більшості штатів, жителі можуть носити пістолет або іншу зброю в громадських місцях у прихованій або відкритій формі на свою людину, або в безпосередній близькості, але це обмежено деякими штатами і багатьма містами. У деяких юрисдикціях вимагається дозвіл на приховане носіння, але більшість юрисдикцій не вимагають дозволу на відкрите носіння, якщо воно дозволене. У деяких штатах і населених пунктах вимагають ліцензії на володіння або придбання зброї і боєприпасів, як детально описано в підсумку збройному законодавстві Сполучених Штатів. Інші штати не вимагають таких формальностей або навіть дозволити володіння і використання зброї, яка оподатковується за Національним актом про вогнепальну зброю.
Рання юридичне формулювання може бути знайдене у Конституції Пенсильванії 1776 року. Після Американської революції одним з перших законодавчих актів, прийнятим кожним з нових незалежних штатів було прийняття прийомний статут що дало юридичну силу існуючого порядку англійського загального права в тій мірі, що американське законодавство або Конституція явно не відкидали його. Багато традицій англійського загального права, такі як право зберігати і носити зброю, habeas corpus, суд присяжних та інші різні громадянські свободи були перераховані в Конституції США. Істотні принципи англійського загального права до початку 1776 залишаються в силі в багатьох юрисдикціях у Сполучених Штатах. Загальне право Англії як і раніше є правилом рішення, за винятком випадків, якщо це суперечить Конституції США, конституціям штатів, або актам Конгресу або законодавчим органам штатів, в кожному штаті, крім Луїзіани.

## Європа

### Україна
В Україні використовувати вогнепальну зброю (включно з автоматичною) мають право лише співробітники Поліції охорони, що раніше мала назву Державна служба охорони. Працівники приватних охоронних компаній не мають права на використання зброї й можуть використовувати лише спецзасоби (гумові палиці, газові балончики, газові пістолети, травматичні пістолети. Окремо потрібно отримувати дозвіл на травматичну зброю (до яких входить пістолет з гумовими кулями), таке право надається співробітникам компаній, що охороняють державні установи.

### Британія
Право на зберігання і носіння зброї більше не є юридично і конституційно захищеним у Сполученому Королівстві. Право зберігати і носити зброю для самозахисту було включене в англійське загальне право, але сьогодні більшість пістолетів, автоматичної та самозарядної зброї є незаконними для володіння без особливого положення.
Право на носіння зброї не було особливо захищеним у Сполученому Королівстві до Білля про права 1689 року, і потім це діяло лише для протестантів. Після цього не було ніякого серйозного контролю щодо вогнепальної зброї до прийняття Акту про вогнепальну зброю 1920 року, що відбулося більш ніж на 200 років пізніше.
Якщо нести ніж або будь-яку іншу зброю в громадському місці без дозволу компетентних органів або законних підстав, це стало кримінальним злочином в Сполученому Королівстві від 1953 року.

### Швейцарія
Швейцарці мають законне право на носіння зброї відповідно до статті 3 Закону про зброю 1997 року. Швейцарія практикує загальний призов, який вимагає, щоб всі працездатні громадяни чоловічої статі тримали повністю автоматичну вогнепальну зброю в домашніх умовах на випадок призову. Кожен чоловік у віці від 20 до 34 років вважається кандидатом на призов на військову службу, і після короткого періоду активної служби зазвичай буде реєструватися в ополченні до звільнення за віком або нездатності служити, через яке він закінчує своє зобов'язання. До грудня 2009 року ці люди не були зобов'язані тримати їхню видану державним органом бойові гвинтівки селективного вогню та напівавтоматичні пістолети в своїх будинках до тих пір, поки вони не будуть зараховані в збройні сили. З січня 2010 року вони мали можливість здачі на зберігання їх особистої вогнепальної зброї в урядові арсенали. До вересня 2007 солдати отримували 50 набоїв випущених урядом боєприпасів в опломбованому ящику для зберігання в домашніх умовах.
Швейцарія, за оцінками, має один з найвищих рівнів володіння особистою зброєю у світі. У той час як вона має низький загальний рівень злочинності за європейськими стандартами, вона має один з найвищих показників вогнепальних вбивств і найвищий рівень вогнепальних самогубств в Європі. Тим не менш, вона також має один з найнижчих в світі в цілому рівень вбивств, значно нижчий, ніж в середньому по Європі.
Швейцарські закони про носіння зброї вважаються обмежувальними. Власники несуть юридичну відповідальність за доступ третіх сторін до використання їх зброї. Процедури отримання дозволів аналогічні тим, які є в інших німецькомовних країнах. На референдумі у лютому 2011 року, виборці відхилили ініціативи громадян, які б зобов'язали членів збройних сил зберігати свої рушниці і пістолети на військових об'єктах і вимагали, щоб вогнепальна зброя в приватному володінні реєструвалася.

## Виноски та посилання
1. ↑  Прийнято за основу проект Закону. www.rada.gov.ua. 23 лютого 2022. Процитовано 18 липня 2023.
2. ↑  Halbrook, Stephen P. (1994). That Every Man Be Armed: The Evolution of a Constitutional Right (Independent Studies in Political Economy). Oakland, CA: The Independent Institute. с. 8. ISBN 0-945999-38-0. OCLC 30659789.
3. 1 2 3 4  Ginsburg, Tom; Elkins, Zachary; Melton, James (7 березня 2013). U.S. Gun Rights Are Truly American Exceptionalism. Bloomberg. Архів оригіналу за 8 квітня 2016. Процитовано 25 березня 2016.
4. 1 2  Elkins, Zachary (4 квітня 2013). Rewrite the Second Amendment. New York Times. Процитовано 29 березня 2016.
5. ↑  Ginsburg, Tom; Elkins, Zachary; Melton, James (2016). Data Visualizations—Right to Bear Arms. CCP: Comparative Constitutions Project. Процитовано 2016.
6. ↑  Попович М. В. Мировоззрение древних славян Наукова думка, 1985, 165 с. (139—140 с.) (рос.)
7. ↑  1688 c.2 1 Will. and Mar. Sess. 2. The National Archives (UK). Процитовано 2 липня 2014.
8. ↑  BBC: Bill of Rights Act, 1689 - The Glorious Revolution. bbc.co.uk. BBC. 2002. Архів оригіналу за 14 липня 2014. Процитовано 2 липня 2014.
9. ↑  Blackstone's Commentaries on the Laws of England. Avalon.law.yale.edu. Процитовано 22 травня 2012.
10. 1 2  Marshall, Michael. Timeline: Weapons technology. New Scientist. Процитовано 11 травня 2014.
11. ↑  Spitzer, Robert J. (2012). Policy Definition and Gun Control. The Politics of Gun Control. Boulder, Colorado: Paradigm. ISBN 9781594519871. OCLC 714715262.
12. ↑  Архівована копія. Архів оригіналу за 8 квітня 2016. Процитовано 6 серпня 2016.{{cite web}}:  Обслуговування CS1: Сторінки з текстом «archived copy» як значення параметру title (посилання)
13. ↑  Mexican Constitution (As amended) (PDF). с. Article 10. Процитовано 30 липня 2009.
14. ↑  McAffee, Thomas B.; Quinlan, Michael J. (1997). Bringing Forward The Right To Keep And Bear Arms: Do Text, History, or Precedent Stand In The Way?. Scholarly Works. Paper 512.
15. ↑  Volokh, Eugene (2008). State Constitutional Right to Keep and Bear Arms Provisions. law.ucla.edu.
16. ↑  Wills, Garry (21 вересня 1995). To Keep and Bear Arms. The New York Review of Books (Book review). NYREV. Процитовано 3 липня 2014.
17. ↑  US Constitution at Cornell Law School Legal Information Institute
18. ↑  Lammi, Glenn G.; Chang, James (17 грудня 2004). Michigan High Court Ruling Offers Positive Guidance on Challenges to Tort Reform Laws (PDF). Legal Backgrounder. Washington Legal Foundation. 19 (46). Unknown ID:10563059.
19. ↑  Milestones! 200 Years of American Law: Milestones in Our Legal History.
20. ↑  Як працюють групи швидкого реагування | Блог Ajax Systems. Ajax Systems (ua) . Процитовано 10 березня 2020.
21. 1 2  Alpers, Philip, Marcus Wilson, Amélie Rossetti and Daniel Salinas (29 квітня 2015). United Kingdom — Gun Facts, Figures and the Law — Gun regulation, Right to Possess Firearms. Sydney School of Public Health, The University of Sydney. Архів оригіналу за 2 лютого 2013. Процитовано 13 травня 2015.
22. ↑  Kopel, David (1995). It isn't about duck hunting: The British origins of the right to arms. Michigan Law Review. Michigan Law Review Association (93): 1333—1362. Процитовано 7 квітня 2013.
23. ↑  John Pate (11 серпня 1903). Dunblane Massacre Resource Page — Pistols Act, 1903. Dvc.org.uk. Процитовано 22 травня 2012.
24. ↑  Knife legislation § United_Kingdom
25. ↑  http://www.loc.gov/law/help/firearms-control/switzerland.php#f3
26. ↑  Архівована копія (PDF). Архів оригіналу (PDF) за 5 березня 2016. Процитовано 6 серпня 2016.{{cite web}}:  Обслуговування CS1: Сторінки з текстом «archived copy» як значення параметру title (посилання)
27. ↑  http://www.gunpolicy.org/firearms/citation/quotes/1535
28. ↑  The Swiss Army at Europeforvisitors.com.
29. ↑  Lott, John R. (2 жовтня 2003). Swiss Miss. National Review. Процитовано 17 березня 2010.
30. ↑  Hinterlegung der persönlichen Waffe. Logistikbasis der Armee, Eidgenössisches Departement für Verteidigung, Bevölkerungsschutz und Sport. Архів оригіналу за 8 квітня 2013. Процитовано 4 травня 2013.
31. ↑  Gun laws under fire after latest shooting. Swissinfo. 27 листопада 2007. Архів оригіналу за 23 січня 2009. Процитовано 6 серпня 2016.
32. ↑  Estimating Civilian Owned Firearms (Пресреліз). Small Arms Survey. September 2011. Процитовано 27 січня 2013.
33. ↑  De-Quilling the Porcupine: Swiss Mull Tighter Gun Laws. Процитовано 22 січня 2008.
34. 1 2  Switzerland rejects tighter gun controls. BBC News Online. 13 лютого 2011.
35. ↑  Архівована копія. Архів оригіналу за 22 серпня 2016. Процитовано 6 серпня 2016.{{cite web}}:  Обслуговування CS1: Сторінки з текстом «archived copy» як значення параметру title (посилання)
36. ↑  Switzerland — Gun Facts, Figures and the Law. International Firearms Injury Prevention & Policy. 27 червня 2012. Архів оригіналу за 25 травня 2017. Процитовано 15 січня 2013.
37. ↑  Bundesgesetz vom 20. Juni 1997 über Waffen, Waffenzubehör und Munition (Waffengesetz, WG). Swissinfo. 20 червня 1997. Процитовано 17 березня 2010.